# جوزپه روزتی
جوزپه روزتی (ایتالیایی: Giuseppe Rosetti; ۱۷ مارس ۱۸۹۹ – ۱۲ ژوئن ۱۹۶۵) بازیکن و مربی فوتبال اهل ایتالیا بود.

## باشگاهی
از باشگاه‌هایی که در آن بازی کرده‌است می‌توان به باشگاه فوتبال اسپتزیا، باشگاه فوتبال کولو-کولو، باشگاه فوتبال تورینو، و باشگاه ورزشی آئوداکس ایتالیانو اشاره کرد.